# Радомир Български
Радомир е петият син на българския цар Иван Владислав и царица Мария.

## Произход
За него в Алексиада Анна Комнина споменава: 
| „ | ...тоя мъж, който излиза от българите, е благороден и по майчина страна е родственик на императрицата и нашата майка... | “ |

Има шест пет братя и шест сестри, сред които:
- Пресиян II, владетел на България
- Алусиан, стратег на Теодосиополис (дн. Ерзурум), претендент за българския престол
- Аарон, пълководец, катепан на Васпуркан, управител на Иверия, дук на Едеса
- Траян, княз
- Екатерина, императрица на Византия като съпруга на Исак I Комин
- Сестра, омъжена за Роман Куркуа, ослепен 1026 по обвинение в заговор срещу император Константин VIII.

## Биография
След завладяването на България Радомир и семейството му са отведени във Византия, където са интегрирани в редовете на византийската аристокрация. Подобно на братята си и Радомир е изпратен в далечните източни области на империята, където се налага да участва в кампаниите срещу селджукските турци. Анна Комнина съобщава: 
| „ | Радомир някога си (отдавна) бил уловен от турците и като прекарал дълго време с тях, научил и езика им. | “ |

По времето на император Алексий I Комнин вече престарелият Радомир взима участие в прословутата битка срещу печенегите при Левунион на 29 април 1091 г. 
Името му се споменава за последно през 1097 г., когато император Алексий I изпраща Радомир при един от водачите на Първия кръстоносен поход-Боемунд I Тарантски, за да води преговори с турските защитници на обсадената Никея, тъй като Радомир владее езика им.